# Góra Skała
Góra Skała – wzgórze o wysokości 228,5 m n.p.m. Znajduje się w miejscowości Jeziorzany w województwie małopolskim.